# (16645) Aldalara
(16645) Aldalara est un astéroïde de la ceinture principale.

## Description
(16645) Aldalara est un astéroïde de la ceinture principale. Il fut découvert le 22 septembre 1993 à Mérida par Orlando A. Naranjo Villarroel. Il présente une orbite caractérisée par un demi-grand axe de 2,31 UA, une excentricité de 0,19 et une inclinaison de 3,7° par rapport à l'écliptique.

## Compléments